# Ghofeyleh
Ghofeyleh (persiska: غفیله) är en ort i Iran.   Den ligger i provinsen Khuzestan, i den västra delen av landet, 500 km sydväst om huvudstaden Teheran. Ghofeyleh ligger 20 meter över havet och antalet invånare är 475.
Terrängen runt Ghofeyleh är mycket platt. Runt Ghofeyleh är det ganska tätbefolkat, med 144 invånare per kvadratkilometer. Närmaste större samhälle är Ḩamīdīyeh, 8,0 km nordväst om Ghofeyleh. Omgivningarna runt Ghofeyleh är i huvudsak ett öppet busklandskap.